# Ailurops
Ailurops is een geslacht van buideldieren uit de familie der koeskoezen (Phalangeridae). De wetenschappelijke naam van het geslacht werd in 1830 gepubliceerd door Johann Georg Wagler.

## Soorten
Er worden 3 soorten in dit geslacht geplaatst:
- Ailurops furvus (Miller & Hollister, 1922)
- Ailurops melanotis (Thomas, 1898) – Talaudbeerkoeskoes
- Ailurops ursinus (Temminck, 1824)  – Beerkoeskoes